# Tạt lon

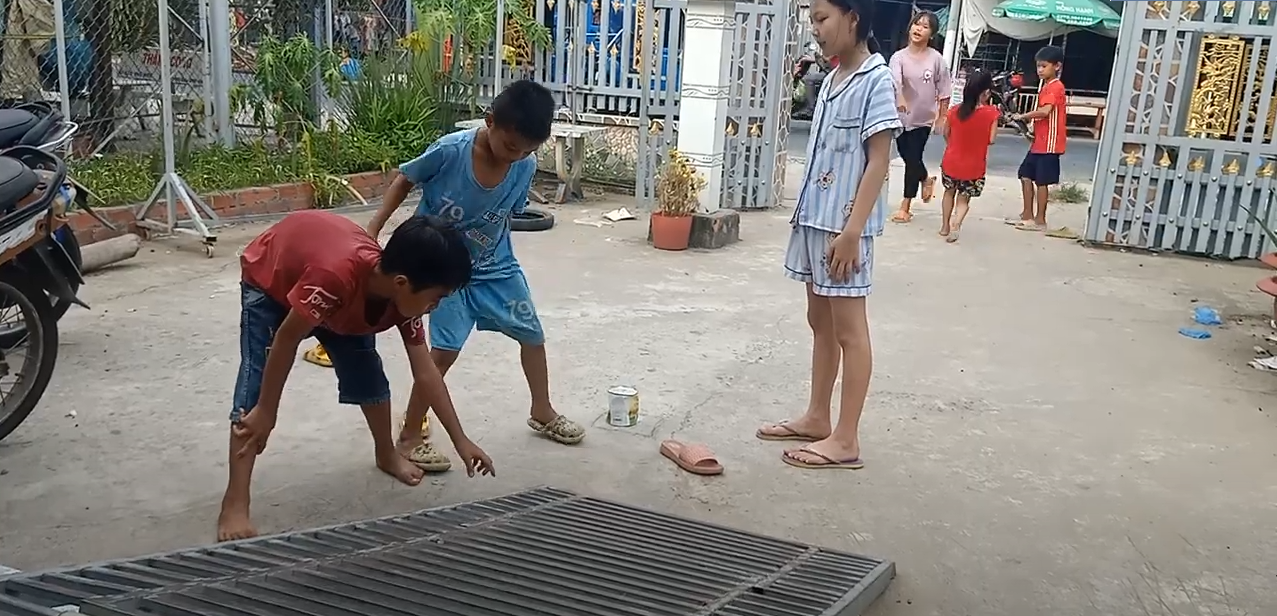
Trẻ em chơi tạt lon tại sân nhà

Tạt lon, chọi lon, lia lon, ném lon hay ném ống bơ là một trò chơi dân gian ở Việt Nam. Đây là một trò chơi phổ biến với trẻ em vùng nông thôn, với phương tiện chính là một chiếc lon đã qua sử dụng.

## Mô tả
Để bắt đầu trò chơi, cần chuẩn bị một chiếc lon từ hộp sữa đã qua sử dụng, lon nước ngọt hoặc lon bia. Sau đó vẽ một vòng tròn hoặc ô hình vuông trên mặt đất rồi đặt chiếc lon vào trong đó. Cạnh nơi đặt lon kẻ một vạch ngang làm ranh giới và cách ranh giới vài mét, kẻ tiếp một vạch mốc để người chơi đứng sau vạch mốc đó dùng dép ném ngã chiếc lon.
Trước khi chơi, các thành viên tham gia chọn ra một người làm nhiệm vụ giữ lon. Có thể thực hiện bằng cách tất cả người chơi đứng ở vạch ranh giới và ném dép về phía vạch mốc, dép của ai gần vạch mốc hoặc nằm trên vạch mốc thì được ném trước, còn dép của người nào xa vạch nhất thì phải đứng trông lon. Một cách khác là chơi oẳn tù tì, người nào thua phải đứng trông lon cho những người chơi khác ném.
Bắt đầu trò chơi, tất cả những người tham gia đứng dưới vạch mốc và lần lượt ném dép sao cho chiếc lon văng ra khỏi ô để lon càng xa càng tốt, khiến người trông lon mất thời gian nhặt chiếc lon về đặt ở vị trí cũ. Trong thời gian đó, các thành viên đã ném dép phải nhặt lại chiếc dép của mình quay về vạch mốc, sao cho không bị người trông lon bắt được. Ai bị bắt khi đang cầm dép mà chưa về được vạch thì phải ra trông lon.

## Ảnh hưởng
Tạt lon là một trong những trò chơi phổ biến và gắn liền với tuổi thơ của trẻ em vùng nông thôn Việt Nam. Đây cũng là phương tiện xả stress của nhiều phụ nữ miền Tây sau một ngày vất vả mưu sinh. Trò chơi cũng xuất hiện trong một số chương trình truyền hình.
Năm lớp 6, giáo sư Ngô Bảo Châu từng bị bắt làm kiểm điểm vì chơi tạt lon trong giờ học.